# Menjagrà becgròs
El menjagrà becgròs (Sporophila funerea) és un ocell de la família dels tràupids (Thraupidae).

## Hàbitat i distribució
Habita el bosc obert, sabana, matolls i arbusts als límits del bosc i vegetació secundària de les terres baixes des de Mèxic, al centre de Veracruz, nord d'Oaxaca, Tabasco i Chiapas, cap al sud, per la costa del Carib fins Costa Rica, per ambdues vessants a Panamà, i oest, centre i nord de Colòmbia i el sud-oest de l'Equador.